# Diocèse de Vintimille-San Remo
Le diocèse de Vintimille-San Remo (en latin : Dioecesis Ventimiliensis-Sancti Romuli ; en italien : Diocesi di Ventimiglia-San Remo) est un diocèse de l'Église catholique en Italie, suffragant de l'archidiocèse de Gênes et appartenant à la région ecclésiastique de Ligurie.

## Territoire
Il est situé sur une partie de la province d'Imperia, le reste de cette province est dans le diocèse d'Albenga-Imperia. Il possède la commune de Briga Alta dans la province de Cuneo, le reste de cette province est dans les diocèses de Mondovi, Coni, d'Acqui, d'Albe, de Fossano, de Saluces et dans l'archidiocèse de Turin.
Son territoire est d'une superficie de 715 km2 divisé en 99 paroisses regroupées en 4 archidiaconés. L'évêché est à Vintimille avec la cathédrale de l'Assomption.
La cathédrale de Sanremo qui est l'église de l'ancien siège de Sanremo est cocathédrale et basilique mineure.
Les deux autres basiliques mineures du diocèse sont le sanctuaire de la Madone Miraculeuse (it) à Taggia, qui est un pèlerinage depuis qu'une statue de la Vierge aurait bougé les yeux en 1855. Il est érigé en sanctuaire diocésain le 13 juin 2010 par Mgr Careggio. L'autre basilique est celle du Sacré-Cœur à Bussana, une frazione de San Remo.

## Histoire
L'origine du christianisme et la première organisation ecclésiastique du municipe de Albintimilium est incertaine. Traditionnellement, on pense que le premier évêque de Vintimille est Clet, disciple de saint Barnabé, en l'an 75. Cependant, le premier évêque historiquement documenté est Jean, qui participe au synode romain de 680 ; à cette époque, les habitants ont déjà abandonné l'ancien centre romain pour se réfugier à droite de la rivière Roya, où ils construisent la nouvelle ville.
À l'origine, le siège de Vintimille est suffragant de l'archidiocèse de Milan. La liste des évêques du premier millénaire est très incertaine et confuse et il y a peu de noms historiquement fiables, bien que depuis le XIXe siècle, une longue liste épiscopale se soit répandue avec une quarantaine de noms de Clet jusqu'au début du XIIIe siècle. À cette époque, l'évêque Guillaume se distingue, vénéré comme bienheureux par l'Église locale, pour son travail d'intermédiaire et d'intercession en faveur des citoyens de Vintimille, vaincu par Gênes après un siège de trois ans de la ville (1219-1222).
Au XIe siècle, la relique du chef du martyr saint Second (it), patron du diocèse depuis 1602, est apportée à Vintimille par un évêque dont le nom est inconnu. Le reste du corps, qui était dans la vallée de Suse, est conservé dans la cathédrale de Turin.
Lors du grand schisme d'Occident, le diocèse perd son unité et divisé en deux entités ecclésiastiques. L'évêque de Vintimille, d'obéissance romaine, exerce son autorité sur les territoires du diocèse dépendant de la république de Gênes, tandis que l'évêque d'obéissance avignonnais, basé à Sospel, exerce son autorité sur les territoires diocésains dépendant des comtes de Savoie et de seigneurs de Tende.
Ainsi, le grand Schisme d'Occident permet à Sospel de devenir évêché dès 1378, en faisant pression sur le nouvel évêque de Vintimille, qui s'établit définitivement à Sospel. En représailles, le pape romain Urbain VI nomme un autre évêque à Vintimille. Un nouvel évêque, Pierre Marinaco, est nommé à Sospel en 1384 (ou 1392), et ce dernier ayant été promu, en 1409, archevêque à Famagouste (Chypre) laisse le poste vacant. À la suite de l'élection d'un troisième souverain pontife en 1409 au concile de Pise (Alexandre V), l'église catholique romaine, en plein chaos, ne se soucie guère de trouver un remplaçant à Pierre Marinaco, et Sospel se retrouve donc sans évêque. Il faut attendre la fin de l'année 1411 pour que l'évêque de Vintimille pardonne à Sospel ses infidélités épiscopales pendant le schisme.
Au cours du XVIe siècle, par un décret du roi de France Charles IX, qui permet le libre exercice du Luthéranisme, la nouvelle doctrine se répand largement dans la partie du diocèse contrôlée par la Savoie. Il appartient aux évêques Grimaldi et Galbiati de restaurer leur autorité et d'appliquer vigoureusement les décrets du concile de Trente. La création du séminaire diocésain est due à Mgr Visconti en septembre 1564.
Au XVIIe siècle, l'évêque Mauro Promontorio, bénédictin génois, embellit et agrandit la cathédrale, organise deux synodes, travaille de médiation entre la république génoise et la Savoie. Un rapport de 1777 rapporte que le diocèse de l'époque est composé de 35 paroisses. D'un point de vue civil, le diocèse était divisé en trois entités politiques : le royaume de Sardaigne, la république de Gênes, la principauté de Monaco.
Le diocèse subit des changements majeurs au cours de la période napoléonienne. En 1797, il intègre la province ecclésiastique de l'archidiocèse de Gênes, mais la même année, il cède les paroisses de la principauté de Monaco et celles du royaume de Sardaigne au diocèse de Nice, ne gardant que les quinze paroisses soumises à la république de Gênes. Ainsi réduit, le diocèse risque la suppression. Le 9 avril 1806, il change de nouveau de province ecclésiastique intégrant celle de l'archidiocèse d'Aix en vertu de la bulle Expositum cum Nobis du pape Pie VII.
Après le congrès de Vienne, la situation précédente est progressivement rétablie. Le 30 mai 1818, par la bulle Sollicitudo omnium ecclesiarum du pape Pie VII lui-même, il redevint suffragant de l'archidiocèse de Gênes. Le 20 juin 1831, par la bulle Ex iniuncto nobis du pape Grégoire XVI, le diocèse élargit ses frontières avec l'acquisition de vingt-cinq paroisses du diocèse d'Albenga, dont la ville de Sanremo, et huit paroisses du diocèse de Nice. En 1860, il cède temporairement La Brigue et Tende au diocèse de Coni. Ils reviennent au siège de Vintimille de 1886 à 1947 (lorsqu'ils passent dans le diocèse français de Nice). La nouvelle frontière d'État entre le royaume d'Italie nouvellement établi et l'empire français détermine le passage aux diocèses français des paroisses de Menton et des zones internes des vallées de Roya-Bévéra.
Le 3 juillet 1975, le diocèse prend son nom actuel en vertu du décret In dioecesi Ventimiliensi de la congrégation pour les évêques. Le même jour, avec le décret Novissimis hisce, l'église de saint Syr à Sanremo est érigée en cocathédrale du diocèse.

### Articles liés
- Liste des diocèses et archidiocèses d'Italie
- Église catholique en Italie